# Herta Kft.
A Herta Kft. 1991-ben alakult és rá két évvel 1993-ban a piac fejlődését érzékelve úgy döntött beszáll a műszaki kiskereskedelembe. Üzleteiket – nyugati tapasztalatok és piackutatási felmérések alapján – elsősorban az éppen megnyíló bevásárlóközpontokban nyitották meg. A vállalat a kilencvenes években nagyon jól működött, árbevétele akár a 10,5 milliárd forintot is elérte, miközben 260 főt foglalkoztatott, míg 2004-ben – a megszűnés évében - a cég árbevétele „csupán” 7 milliárd forint volt, dolgozóinak létszáma pedig 70 főre csökkent.